# 御所神社 (阿波市)
御所神社（ごしょじんじゃ）は、徳島県阿波市土成町吉田に鎮座する神社である。土御門上皇御終焉地とされる土成町宮川内上畑の御所神社は境外摂社。

## 歴史
創建年は不詳。椎ヶ丸古墳と呼ばれる前方後円墳の頂近くに鎮座。元は吹越神社と呼ばれ、1913年（大正2年）に村内28社を合祀、1957年（昭和32年)に御所屋敷に鎮座していた御所神社を合祀し、社名を現在の御所神社と改めた。
当地の約６km北、鵜の田尾トンネル手前に境外社・御所神社（通称「奥御所神社」）がある。ここは土御門上皇の終焉の地と伝えられており、その御神霊を奉っている。社殿横の谷川の「御腹石」という岩の上で上皇がお腹をお召しになったという伝承が土成町の旧家（澁谷家）に残されている。
承久の乱の後、土佐に配流された（三上皇配流）土御門上皇は後に阿波国に遷られた。板野町の行宮（松木殿）を経て1227年（嘉禄3年）に土成町吉田の御所屋敷に行宮を営まれたと伝わる。
土御門上皇は1231年（寛喜3年）に37歳で配流先の阿波で病気により崩御とされるが、その埋葬地などには諸説ある。

## 祭神
- 素盞鳴命
- 土御門上皇

## 交通
- 徳島自動車道「土成インターチェンジ」より車で約3分。